# عطيات الأبنودي
عطيات الأبنودي (توفيت يوم 5 أكتوبر 2018)، مخرجة وكاتبة ومنتجة وممثلة مصرية.

## عن حياتها
اسمها بالكامل عطيات عوض محمود خليل، وحازت على لقبها نسبة للشاعر الراحل، عبد الرحمن الأبنودي، الذي استمر زواجه منها لمدة 12 عاماً. ولدت يوم 26 أكتوبر 1939 في السنبلاوين - محافظة الدقهلية بدلتا النيل، درست القانون بكلية الحقوق في جامعة القاهرة وحازت على درجة الليسانس في عام 1963، كما واصلت الدراسة بعدها بالمعهد العالي للسينما وتخرجت منه في عام 1972، كما حصلت على زمالة مدرسة السينما والتليفزيون الدولية من بريطانيا في عام 1976، وباتت واحدة من أبرز الأسماء في صناعة الأفلام التسجيلية في مصر، كما أنها قامت بتأسيس شركة إنتاج، وهي شركة (أبنود فيلم)، واهتمت في كافة أفلامها برصد الحياة الاجتماعية اليومية للشرائح الكادحة في مصر.
وصفها النقاد بأنها «سفيرة السينما التسجيلية»، وصاحبة مدرسة السينما التسجيلية الواقعية الشاعرية.

## الجوائز التقديرية
حصدت جوائز إقليمية ودولية عدة، من بينها:
- جائزة أحسن إنتاج مشترك في مهرجان فالنسيا بإسبانيا عن الفيلم التسجيلي «إيقاع الحياة» عام 1990.
- جائزة جمعية نقاد السينما المصريين عن الفيلم التسجيلي «اللي باع واللي اشترى» عام 1992.

فضلاً عن تكريم المهرجان القومي للسينما التابع لوزارة الثقافة المصرية لها عام 1998، ومهرجان الفيلم الأفريقي في مدينة نيويورك الأميركية.

## وفاتها
توفيت يوم الجمعة 5 أكتوبر 2018 عن عمر ناهز الـ79 عاماً، بعد تدهور حالتها الصحية عقب إجرائها عملية لإزالة عده جلطات بالشريان الأورطي. وتم تشييع جثمانها من مسجد مصطفى محمود.

## أعمالها
امتلكت الأبنودي في رصيدها أكثر من 25 فيلماً تسجيلياً، منها:
- حصان الطين، في عام 1971، وحصد الفيلم العديد من الجوائز الدولية، منها الميدالية الذهبية في مهرجان قليبية بتونس، والجائزة الأولى في المهرجان الأول للشباب بدمشق عام 1972، والجائزة الكبرى في مهرجان غرونوبل بفرنسا في عام 1973، والميدالية الذهبية من مهرجان مانهايم بألمانيا في العام نفسه.
- أغنية توحة الحزينة.
- سوق الكانتو.
- الأحلام الممكنة.
- نساء مسؤولات.
- الساندوتش.
- مناظر من لندن.
- بحار العطش.
- نساء البترول.
- إيقاع الحياة.
- عام الوزير مايا.
- حديث الغرفة رقم 8.
- مفكرة الهجرة.
- القتلة يحاكمون الشهيد.
- أحلام البنات.
- أيام الديمقراطية.
- بطلات مصريات.

## روابط خارجية
- عطيات الأبنودي على موقع IMDb (الإنجليزية)
- عطيات الأبنودي على موقع قاعدة بيانات الأفلام العربية
- عطيات الأبنودي على موقع ألو سيني (الفرنسية)
- عطيات الأبنودي على موقع قاعدة بيانات الفيلم (الإنجليزية)